# Oberndorf bei Schwanenstadt
Oberndorf bei Schwanenstadt est une commune autrichienne du district de Vöcklabruck en Haute-Autriche.